# مدل کسب‌وکار

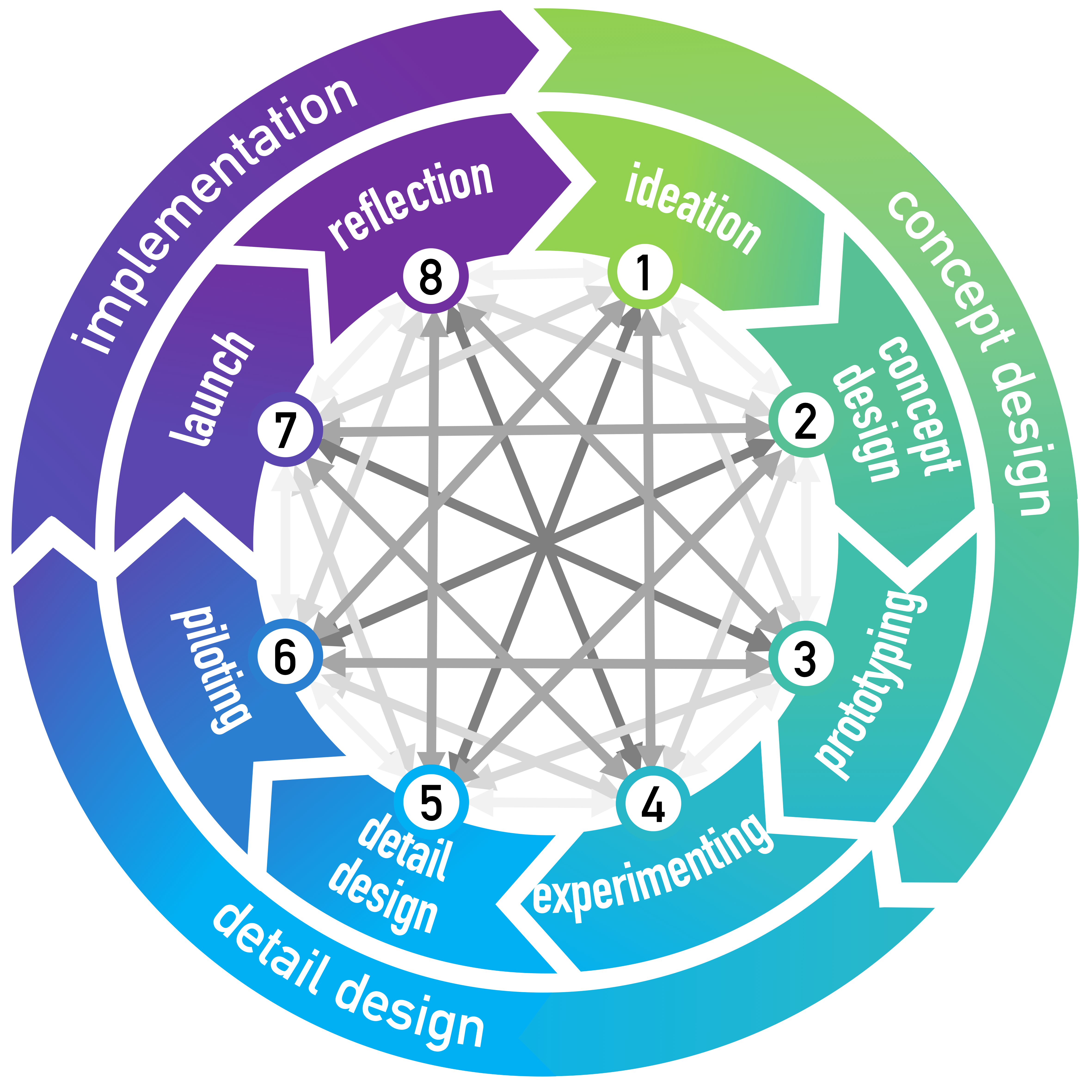
نوآوری در الگوی کسب و کار یک فرایند تکراری و معمولاً دایره ای وار است.

الگوی کسب و کار یا مدل کسب و کار (به انگلیسی: Business model) پایه و اساس روش یک شرکت برای ایجاد ارزش، نحوه انتقال و کسب آن را تشریح می‌کند. این ارزش می‌تواند، اقتصادی، اجتماعی، فرهنگی یا در موضوعات دیگر باشد. گاهی به فرایند ساخت الگوی کسب و کار و ایجاد تغییرات در آن، نوآوری در الگوی کسب و کار می‌گویند که خود بخشی از راهبرد تجاری می‌باشد. اصطلاح مدل کسب‌وکار در تئوری و عمل برای طیف گسترده‌ای از مباحث و به منظور توصیف جنبه‌های اصلی یک کسب‌وکار، از جمله اهداف، فرایند کسب‌وکار، مشتریان هدف، راهبردها، زیرساخت‌ها، ساختارهای سازمانی، تدارکات، شیوه‌های بازرگانی، فرآیندهای عملیاتی، سیاست‌ها و فرهنگ سازمانی استفاده می‌شود.

## مدل‌های کسب وکار در فضای آنلاین
تجارت و روش‌های کسب وکار، یکی از مهم‌ترین حوزه‌هایی است که با به‌کارگیری فناوری‌های نوین اطلاعاتی، ارتباطی و اینترنت به سرعت و شدت تحت تأثیر قرار گرفت. بسیاری از روش‌های سنتی کسب درآمد دگرگون گشته و روش‌ها و ارزش‌های جدید فراوانی نیز پا به عرصه وجود نهادند.
میزان نفوذ اینترنت به حدّی است که نمی‌توان زندگی امروز را بدون آن تصّور نمود. تفریح، ارتباط، آموزش، تجارت، حقوق و حتی روابط شخصی، از این فناوری متأثر شده و عرصه جدیدی در پیش روی افراد و شرکت‌ها نمایان گردید. فناوری نوین اطلاعات و ارتباطات در حوزه تجارت، نه تنها امکانات و تسهیلات متعددی برای شرکت‌های ارائه‌کننده محصولات و خدمات به شیوه سنتّی مهیا نموده و باعث پیشرفت چشمگیر آنان شد، بلکه موجب ایجاد بنگاه‌های جدیدی شد که تنها به ارائه خدمات و سرویس‌ها روی شبکه اینترنت پرداخته یا به‌طور موازی در هر دو حوزه سنتی و نوین مشغول به فعالیت گردیدند. با گسترش اینترنت، نیازهای جدید، منابع جدید، محصولات جدید، نگرش‌ها و راه‌های جدید برای کسب و کار و همین‌طور ارزش‌های جدید برای بنگاه و مشتری به وجود آمدند و مباحثی نظیر اقتصاد دیجیتالی مطرح گردید که با نگرش کاهش قیمت محصول/سرویس برای مصرف‌کننده تا نزدیک صفر و کسب درآمد از راه‌های دیگر وارد عرصه شدند.
ارزشهایی جدید حاصل از این فناوری، به دو دسته تقسیم می‌شوند:
- دسته اول ارزشهایی هستند که قبلاً هم مطرح بودند ولی بستر ارائه مناسب نداشتند(Traped Value). مثلاً می‌توان از آسانی دستیابی به منابع مختلف یا قدرت قیمت‌گذاری مشتری در فضای جدید به عنوان Trapped Value نام برد.
- دسته دوم ارزشهایی هستند که در گذشته اصلاً مطرح نبودند و تنها با ایجاد فناوری‌های جدید امکان بروز پیدا کردند (New to the world Value) می‌باشند که از آن جمله می‌توان امکان ارائه سفارشی محصولات برای هر مشتری یا تشکیل جوامع مجازی را نام برد.

نکته مهمی که در اینجا مطرح می‌شود توانایی‌های منحصر به فرد فضای وب است که امکان ایجاد روش‌های جدید کسب و کار، ارزش‌های جدید برای مشتری و منابع و منافع متعدد برای شرکت‌ها و تمایز با کسب و کار سنتی و فیزیکی را مهیا می‌کند. به عنوان مثال حراجی‌های اینترنتی (مانند eBay در دنیا و Semsari سمساری در ایران) که امکان مشارکت افراد مختلف از نقاط جغرافیایی مختلف را در یک حراج و خرید کالا از راه دور را ممکن
می‌سازند یا دریافت آسان کالاهای دیجیتال (digital download) مانند موسیقی و کتاب در هر لحظه و در هر مکان و در کل، پیشنهادهای جدید شرکت‌ها به مشتریان نظیر حق انتخاب و کنترل گسترده بر محصولات بدون استفاده از مشخصات خاص فضای online ممکن نبود.

## مشخصات خاص فضای وب

مثالی از بوم الگوی کسب و کار

در این بخش تعدادی از خصوصیات و مشخصه‌های اصلی و کلیدی فضای وب آورده شده است. بعضی از این خصوصیات به ماهیت «باز» وب مربوط است که در آن هر کاربر اینترنت در هر زمان و هر مکان می‌تواند خود یک تهیه‌کننده (provider) اطلاعات و محصولات جدید باشد و بعضی دیگر از خصوصیات به ماهیت ابررسانه‌ای اینترنت مربوط می‌شود:
- شبکه توزیع شده غیرمتمرکز رایانه‌ها– شبکه شبکه‌ها
- ساختار باز، در دسترس بودن اطلاعات همه
- هر کاربر خود می‌تواند یک تولیدکننده باشد
- قابلیت دسترسی در هر مکان و در هر زمان
- دیجیتالی بودن اطلاعات
- امکان دسترسی سریع به اطلاعات
- سهولت اصلاح محتویات
- پایداری و دوام ارتباطات در طول زمان
- قابلیت ارجاع بالا
- امکان ثبت و پیگیری عملکرد مشتری
- پاسخ‌های رفتاری لزوماً به مشخص شدن هویت کاربر منجر نمی‌شوند
- جهت‌گیری به سمت دسترسی به کلیه اطلاعات
- رفع محدودیت مکانی میان خریدار و فروشنده
- ناشناخته بودن منابع اطلاعات
- مقیاس‌پذیری بیشتر نسبت به دنیای فیزیکی
- افزایش نقش ارتباط شفاهی (Word-of-mouth)
- تغییر پیوسته وب
- ارائه و دسترسی غیر خطی
- نیاز به فعالیت کاربر دارد
- مدل ارتباطی چند به چند
- ارتباط هم‌زمان (همگامی) و غیر همزمان (Asynchronous)
- تعامل با ماشین مورد نیاز است.
- تعامل با کاربر در آن دخیل است.
- عدم محدودیت برای ذخیره اطلاعات
- قابلیت توسعه به منابع خارجی بیرون از وب
- محدوده محتویات هر آن چیزی است که دیجیتال می‌شوند. (صدا، تصویر، نوشتار و غیره)
- فقدان محدودیت‌های فیزیکی در محتوا
- سهولت در دسترسی و بازیابی اطلاعات
- ابزار انتقال را می‌توان برای اهداف متفاوت و متضاد بکار برد
- عامل‌های نرم‌افزاری را می‌توان در محتوای فرایند به‌کار برد
- انجام کپی‌های دیجیتالی ذاتاً مجانی هستند
- با طبقه‌بندی مشتریان، گروه‌های مجازی خود به خود شکل می‌گیرند

طبیعی است که در بین این مشخصات، برخی مهم‌تر و کارآمدتر از بقیه به نظرآیند. از زاویه دیگر بعضی از این مشخصات را می‌توان برای سازمان‌ها جزء موقعیت‌ها و برخی را جزء تهدیدها دانست؛ ولی این امر ذاتی نبوده و بسته به موقعیت و وضعیت بنگاه می‌باشد. به عنوان مثال «کم هزینه بودن ورود به عرصه رقابت» از نظر یک شرکت تازه‌وارد به یک حوزه خاص مزیت و از نظر یک شرکت قدیمی و فعال در آن حوزه تهدید محسوب می‌شود.

## دستاوردهای فناوری وب برای بنگاه‌ها و سازمان‌های تجاری
برخی از دستاوردهای فناوری وب برای بنگاه‌ها و سازمان‌های تجاری:
- ایجاد فرم‌های جدید تجارت و واسطه گری
- Brandها به صورت برخط و برون‌خط با ارزشتر می‌شوند
- راهبردهای نوین بازاریابی را ممکن می‌سازد
- مدل‌های کسب و کار رقابتی و چالش‌برانگیز
- امکان ارسال میزان بیشتری اطلاعات با قیمت کمتر به مشتری
- قابلیت دستیابی به بازارهای جدید
- دسترسی به اطلاعات بیشتری از مشتریان، موجب افزایش سطح سفارشی‌سازی (customization) می‌گردد
- می‌تواند اصلیت مشتریان جدید را شناسایی نماید. (رویدادهای ناشناخته را به معاملات شناخته شده تبدیل می‌کند)
- افزایش بازدهی‌های کانال‌های ارتباطی (پیشنهادهای الکترونیکی به سرعت انجام می‌شوند)
- کاهش هزینه‌های تولید و توزیع کالاهای اطلاعاتی.
- صرفه جویی در هزینه توزیع کالاهای دیجیتال
- تحت تعقیب قراردادن به خاطر محتویات مشکل است.
- امکان برآورد مناسب در پاسخ به تبلیغات
- امکان شخصی‌سازی ارتباطات با مشتری
- تسریع حضور در بازار جهانی
- تهدیدی برای فروشندگان متکی به موقعیت جغرافیایی و بنگاه‌هایی است که مشتریانشان از ارزانفروشان دورافتاده‌اند.
- تعامل بیشتر با مشتریان، بازاریابی مستقیم و ارتباط یک به یک را میسر می‌کند
- افزایش بازدهی‌های عملیاتی در تجارت‌های آنلاین. (انتقال بیشتر مراحل معامله به مشتریان)
- مشتریان را می‌توان به فعالیت‌های توسعه محصولات سوق داد
- منافع فراوان برای بنگاه‌های پیشرو (نفر اول برنده همه چیز است)
- اهمیت فوق‌العاده محدودیت‌های قانونی (حریم شخصی)
- امکان توسعه بسیار سریعتر برند نسبت به روش‌های سنتی

## دستاوردهای فناوری وب برای کاربران و مشتریان
فناوری جدید دستاوردهای جدیدی نیز برای کاربران عادی و مشتریان به همراه آورده است. تعدادی از آن‌ها مطلوب نظر کاربران بوده و موجب تسهیل در فعالیت‌های آن‌ها می‌شود و تعدادی نیز باعث افزایش پیچیدگی مسائل و سردرگمی کابران گردیده است. از مهم‌ترین دستاوردهای کاربران و مشتریان قدرتی است که این فناوری برای جستجوی اطلاعات مورد نظر و اخذ تصمیمات متناسب با آن در اختیار مشتریان قرار می‌دهد. در اینجا به تعدادی از دستاوردهای فناوری وب برای کاربران و مشتریان بنگاه‌های تجاری اشاره شده است:
- انباشتگی اطلاعات
- با ارزش بودن اطلاعات مشتری
- فراهم کردن امکان ناشناس ماندن
- کنترل بیشتر مشتری بر امور
- قدرت بیشتر مشتری
- راحتی بیشتر برای مشتری
- راحتی در دریافت خدمات آزمایشی و رایگان (trial)
- تازگی و جذابیّت
- امکان دسترسی بیشتر به محصولات نایاب و برتر
- کاهش قیمتها (تا محدوده‌ای، رایگان)
- دشواری در یافتن اطلاعات مورد نظر به علت حجم بالای اطلاعات
- ماهیت سرگرم‌کننده
- مشتری باید در استفاده از اینترنت اشتیاق کافی را داشته باشد.

## الگوی کسب و کار
«الگوهای کسب و کار در حوزه وب: از مفاهیمی هستند که بیشترین بحث و تبادل نظر و کمترین درک و اتفاق نظر روی آنان صورت گرفته است.» (مایکل راپا).
الگوی کسب و کار به بیان ساده: روشی است که شرکت در فعالیت‌های تجاری خود در پیش گرفته و با کسب درآمد ثبات خود را حفظ می‌نماید. در این مدل با توجه به منابع در دسترس و نیاز مشتری، پیشنهادی برای عرضه ارزش مورد نظر مشتری ارائه شده و منافع و درآمد نصیب شرکت می‌سازد. به تعبیری دیگر «الگوی کسب و کار چگونگی کسب درآمد توسط بنگاه را با مشخص کردن جایگاه آن در زنجیره ارزش مشتری تشریح می‌کند.»
در قسمت قبل ویژگی‌های منحصر به فرد فضای وب و منافع و دستاوردهای این فضا را برای کاربران/ مشتریان و همچنین سازمان‌های تجاری بیان کردیم. حال باید ببینیم که از چه راه‌هایی می‌توان در این فضا برای بنگاه‌ها و شرکت‌های تجاری آنلاین درآمد کسب نمود و در نهایت با ترکیب منافع مشتری و منافع بنگاه و روش کسب درآمد بتوانیم انواع الگوهای کسب و کار را بررسی و تحلیل نماییم. تعدادی از روش‌های کسب درآمد در فضای آنلاین:
- کارمزد تراکنش (Transaction fees): شرکت به ازای انجام هر تراکنش کارمزد دریافت می‌کند.
- کارمزدهای میزبانی (Hosting fees): دریافت وجه برای میزبانی برنامه‌های کاربردی و تعاملات دیگران از طریق بسترهای کسب و کار الکترونیکی بنگاه (الگوهای ASP)
- کارمزدهای مراجعه (Referral Fees): سایت تجاری اطلاعاتی از محصولات و سرویس‌های سایت‌های دیگر را در اختیار مشتری می‌گذارد و زمانی که مشتری به آن سایت مراجعه می‌کند، مراجعه شونده به سایت معرفی‌کننده کارمزد می‌پردازد.
- حق اشتراک (Subscription fees): پرداخت‌های منظم برای دسترسی به اطلاعات و سرویس‌های فراهم شده
- کارمزد حق امتیاز (License fees): دریافت کارمزد به ازای فرایندهایی که شرکت در آن دارای سهم می‌باشد. سیستم سفارش‌ها “One-Click Ordering” شرکت آمازون از نمونه‌های این سیستم هاست. این لیسانس به بسیاری از شرکت‌ها واگذار شده است.
- کارمزد به ازای هر دسترسی (Pay-per-view): پرداخت کارمزد به ازای هر بار دسترسی به اطلاعات.
- کارمزدهای عملیاتی (Pay-per-performance): دریافت کارمزد درصورت انجام کامل عملیات.
- کارمزدهای پرداخت خرد (Micropayment): دریافت کارمزدهای داد و ستدی بسیار اندک ولی به تعداد زیاد.
- تبلیغات (Advertising): این امکان را به سازمان تجارت الکترونیکی شرکت می‌دهد که در راستای تبلیغات برای شرکت‌های دیگر فعالیت نماید.
- حمایت (Sponsorships): دریافت کارمزد به ازای تقبل حمایت (Sponsorship) سایت‌های الکترونیکی دیگر در سازمان خود.
- مدل رانسام (Ransom Model): در اختیار گذاشتن بخشی از اطلاعات به صورت رایگان و شارژ مشتری برای اطلاعات یا دسترسی بیشتر. مثال: «استفان کینگ» یک بخش را به صورت رایگان در اختیار می‌گذارد و در صورت تمایل مشتری به خواندن همه کتاب یا بخش‌های بعدی از او کارمزد دریافت می‌نماید.
- فروش کالاها یا ارائه خدمات (sale of goods / services): متداولترین مدل – عرضه کالاها و خدمات را در اینترنت به ازای دریافت وجه آنها
- فروش اطلاعات مشتری (Sale of customer data): جمع‌آوری اطلاعات مشتری و فروش آن به دیگران. این فعالیت در اروپا ممنوع می‌باشد ولی در آمریکای شمالی کاملاً متداول است.
- اسخ Offline به مشتری (Offline customer response): اینترنت برای جلب مشتریان استفاده می‌شود و در ادامه فعالیت‌های سودآور، خارج از اینترنت و به صورت Offline انجام می‌شود.
- کارایی و اثربخشی بیشتر در معاملات (Efficiency & effectiveness gains): بازدهی عملیات تجاری به دلیل خطاهای کمتر، اطلاعات بیشتر و دقیق‌تر و… بالا می‌رود
- سرویس‌های ارزش افزوده (مدل لینوکس)((Value-added services(Linux model): به ازای سرویس‌های جدید که برای کالاها و سرویس‌های رایگان در اینترنت پیشنهاد می‌شود، کارمزد دریافت می‌گردد.
- Virtual real-estate: حضور مداوم شرکت در فضای مجازی وب و کسب موقعیت ممتاز و فروش یا اجاره این موقعیت به سایرین
- الگوی کسب و کار استروالدر: یکی از معروفترین و مشهورترین تعاریف مربوط به آقای الکساندر استروالدر می‌باشد. طبق تعریف استروالدر؛ الگوی کسب و کار ابزاری مفهومی که شامل مجموعه‌ای از عناصر و ارتباط آن‌ها بوده و منطق شرکت جهت درآمدزایی را نشان می‌دهد. این توصیف ارزشی است که شرکتی به یک یا بخشی از مشتریان می‌دهد و معماری یک بنگاه و شبکه شرکایش جهت خلق، بازاریابی و تحویل ارزش ارتباط سرمایه‌ای یک یا بخشی از مشتریان برای ایجاد جریان‌های درآمدی پایدار و سودآور. تعریف استروالدر و بوم الگوی کسب و کار پیشنهادی وی از توجه و استقبال قابل توجهی برخوردار شده است. به‌طوری‌که امروزه در اکثر شرکت‌های موفق جهان و رویدادهای استارتاپی از این بوم به عنوان تابلوی راهنمایی برای جهت دهی مسیر کسب و کار استفاده می‌کنند.[۴]

الگوهای کسب و کار فراوانی در مقالات مختلف منتشر و مورد بررسی قرار گرفته شده است، به عنوان مثال، هدمن و کللینگ (۲۰۰۳)، جورج و بوک (۲۰۱۱)، بوومن و همکاران (۲۰۰۸). بنابر تحقیقات سلیمانی (۲۰۱۴) الگوهای کسب و کار از ساختار و ماهیت انتزاعی و کلی نگر برخوردار هستند و بدین سان عموماً در ابداع و طراحی بیش از حد خوشبین (optimistic) و ساده نگر (oversimplification)، و بر اساس دیدگاهی محدود (bounded rationality) پایه‌گذاری شده‌اند. پیشنهاد سلیمانی (۲۰۱۴) بررسی فرایند پیاده‌سازی (implementation) الگوی کسب و کار در همان مراحل اولیه طراحی مدل می‌باشد. با لحاظ کردن جزئیات پیاده‌سازی، به عنوان مثال هماهنگ‌سازی مدل مورد نظر با فرایندهای تجاری و سازمانی، دیدگاهی جامع‌تر، دقیق‌تر و واقع بینانه‌تر فراهم می‌شود، و از این رو امکان کارگر واقع شدن الگوی کسب و کار مورد نظر افزایش خواهد یافت.